# Hymedesmia mucronata
Hymedesmia mucronata är en svampdjursart som först beskrevs av Topsent 1904.  Hymedesmia mucronata ingår i släktet Hymedesmia och familjen Hymedesmiidae. Inga underarter finns listade i Catalogue of Life.